# موستاووری
موستاووری (به فنلاندی: Mustavuori) یک منطقهٔ مسکونی در فنلاند است که در واوساری واقع شده‌است. موستاووری ۱٫۰۰ کیلومتر مربع مساحت و ۰ نفر جمعیت دارد.